# Oreocome duriuscula
Oreocome duriuscula är en växtart i släktet Oreocome och familjen flockblommiga växter.
Arten är en perenn ört som förekommer i östra Afghanistan. Den beskrevs först som Selinum duriusculum av Karl Heinz Rechinger och Harald Harold Udo von Riedl, och fick sitt nu gällande namn av Michail Pimenov och Jevgenij Kljujkov 2009.